# كاسي إدواردز
كاسي إدواردز (بالإنجليزية: Cassie Edwards)‏ هي كاتِبة أمريكية، ولدت في 1936.